# کوین باند (بازیکن فوتبال انگلیسی)
کوین باند (انگلیسی: Kevin Bond؛ زادهٔ ۲۲ ژوئن ۱۹۵۷) بازیکن فوتبال اهل بریتانیا است.
از باشگاه‌هایی که در آن بازی کرده‌است می‌توان به باشگاه فوتبال ساوت‌همپتون، باشگاه فوتبال ای‌اف‌سی بورنموث، باشگاه فوتبال اکستر سیتی، باشگاه فوتبال سیتینگبورو، باشگاه فوتبال نوریچ سیتی، باشگاه فوتبال منچستر سیتی و باشگاه فوتبال دوور اتلتیک اشاره کرد.
وی همچنین در تیم ملی فوتبال ب انگلیس بازی کرده‌است.